# (6019) Telford
(6019) Telford ist ein Asteroid des Hauptgürtels, der am 3. September 1991 vom britisch-australischen Astronomen Robert McNaught am Siding-Spring-Observatorium (IAU-Code 413) in der Nähe von Coonabarabran in New South Wales in Australien entdeckt wurde.
Der Asteroid gehört zur Eos-Familie, einer Gruppe von Asteroiden, welche typischerweise große Halbachsen von 2,95 bis 3,1 AE aufweisen, nach innen begrenzt von der Kirkwoodlücke der 7:3-Resonanz mit Jupiter, sowie Bahnneigungen zwischen 8° und 12°. Die Gruppe ist nach dem Asteroiden (221) Eos benannt. Es wird vermutet, dass die Familie vor mehr als einer Milliarde Jahren durch eine Kollision entstanden ist.
Benannt wurde er am 10. August 2014 nach dem britischen Bauingenieur Thomas Telford (1757–1834), der als einer der ersten wissenschaftlichen Methoden beim Bauen anwandte und so unter anderem die Menai-Brücke, den Kaledonischen Kanal sowie den Pontcysyllte-Aquädukt errichtete.